# Abstoma stuckertii
Abstoma stuckertii är en svampart som först beskrevs av Speg., och fick sitt nu gällande namn av J.E. Wright & V.L. Suárez 1990. Abstoma stuckertii ingår i släktet Abstoma och familjen Agaricaceae.   Inga underarter finns listade i Catalogue of Life.